# Apanteles alastor
Apanteles alastor är en stekelart som beskrevs av De Saeger 1944. Apanteles alastor ingår i släktet Apanteles och familjen bracksteklar. Inga underarter finns listade i Catalogue of Life.